# روبرت آباجیان
روبرت آلکساندری آباجیان (به ارمنی: Ռոբերտ Ալեքսանդրի Աբաջյան) (زاده ۱۶ نوامبر ۱۹۹۶–درگذشته ۲ آوریل ۲۰۱۶)یک گروهبان دوم نیروهای تدافعی جمهوری قره‌باغ بود که پس از مرگ به او عنوان قهرمان آرتساخ داده شد. این عنوان بالاترین عنوان افتخاری جمهوری قره‌باغ است. آباجیان جوانترین کسی است که به او این عنوان افتخاری داده شده است. او این عنوان را پس از مرگ در ۱۹ سالگی دریافت کرد.
آباجیان در خلال درگیری‌های ۲۰۱۶ جمهوری آذربایجان و ارمنستان در شمال شرقی خط تماس در شب‌های یکم و دوم آوریل در برابر نیروهای ویژهٔ نیروهای مسلح جمهوری آذربایجان جنگید. پس از این که خود را تنها یافت وانمود کرد که می‌خواهد تسلیم شود و وقتی نیروهای آذربایجانی نزدیک شدند ضامن نارنجک خود را کشید و سربازان آذربایجانی را به همراه خود منفجر کرد. از این رو برای دفاع از مرزهای جمهوری ناگورنو قره باغ در ۸ مه ۲۰۱۶ به آباجیان پس از مرگ نشان عقاب طلایی و عنوان افتخاری قهرمان آرتساخ داده شد.

## درگیری جمهوری آذربایجان و آرتساخ
روزهای یکم و دوم ماه آوریل ۲۰۱۶ میلادی خط تماس مرزهای جمهوری قره باغ از سوی ارتش جمهوری آذربایجان مورد هجوم گسترده‌ای قرار گرفت. نیروهای آذربایجانی پس از زیر آتش گرفتن بخش‌های شمال شرقی قره باغ شروع به پیشروی می‌کنند، ارتش آذربایجان با یک گروه ۳۰۰ نفری و با همراه تانک اقدام به حمله جهت تصرف پادگان‌های ارمنی مستقر در این مرز می‌کنند. ۶ نفر از سربازان ارمنی به فرماندهی «آرمناک اورفانیان» به مقابله برخواسته و دو بار موفق می‌شوند نیروهای جمهوری آذربایجان را به عقب‌نشینی وادارند؛ که در این حین یک تانک نیروهای آذربایجانی نیز نابود می‌شود. پس از این عقب‌نشینی اجباری نیروهای آذربایجانی بار دیگر با آتشبار خود مواضع نیروهای ارمنی را زیر آتش می‌گیرند که در این بین فرمانده آرمناک اورفانیان و سرباز ایزدی تبار کایرام (کرم) سلویان جان خود را از دست می‌دهند.

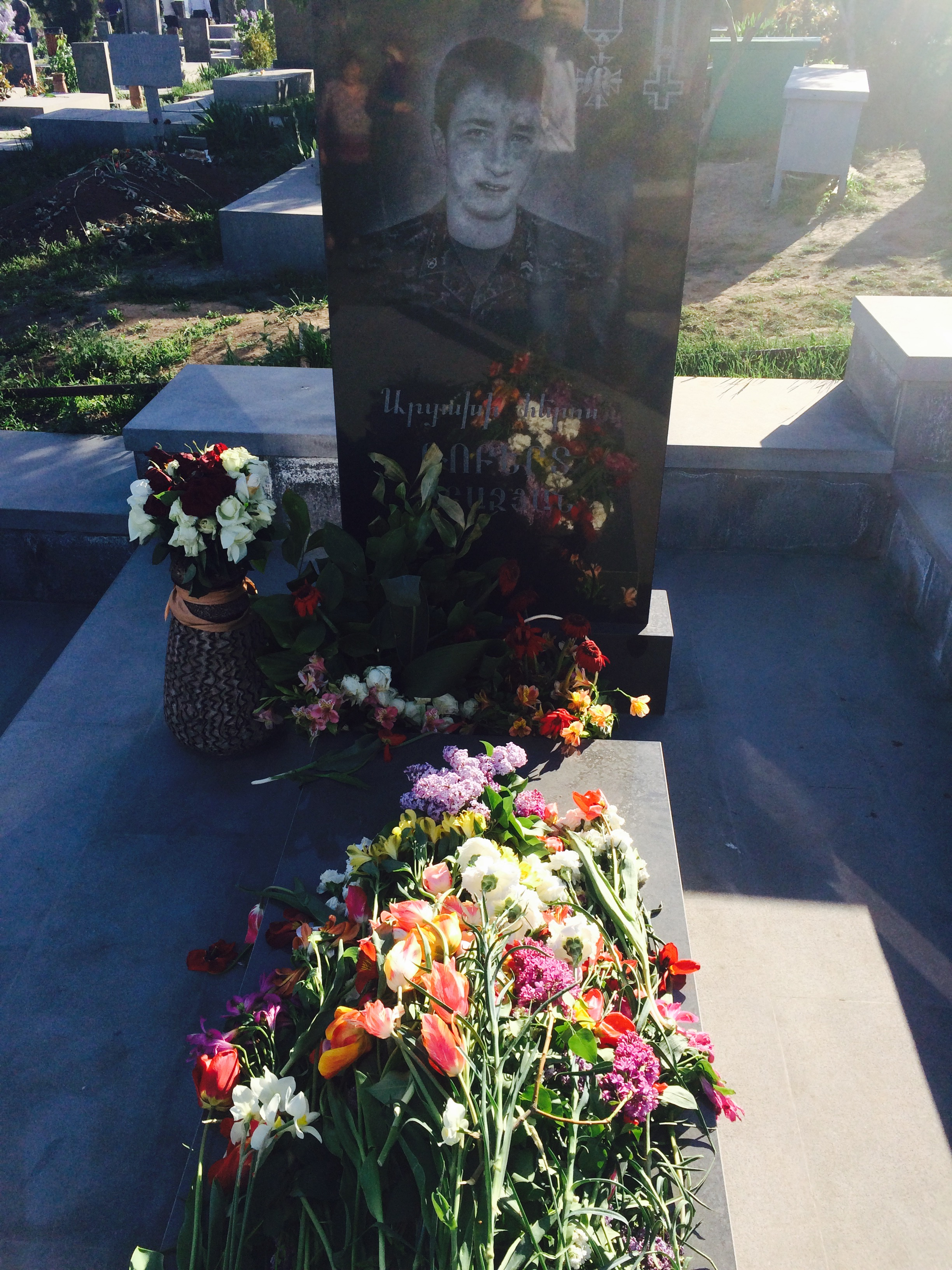

پس از کشته شدن آرمناک اورفانیان، روبرت آباجیان فرماندهی گروهان را عهده‌دار شده و با توجه به اینکه مهمات بسیار کمی باقی مانده بود دو سرباز را برای آوردن مهمات به پادگان فرستاده و خود به کمک یک سرباز باقی مانده یعنی «آندرانیک ظهرابیان» به ادامه جنگ می‌پردازد. نیروهای آذربایجانی موفق می‌شوند دوباره پیشروی کرده و وارد مقر استقرار نیروهای ارمنی می‌شوند. در این بین سرباز ارمنی آندرانیک ظهرابیان نیز به شدت مجروح شده و پس از مدت کوتاهی جان خود را از دست می‌دهد. روبرت آباجیان به تنهایی به مقابله با سربازان آذربایجانی پرداخته و در همان حین اطلاعات مهمی در خصوص درگیری‌های به وجود آمده به مقر فرماندهی کل ارتش جمهوری قره باغ مخابره می‌کند.
روبرت آباجیان که دیگر در محاصره کامل قرار گرفته بود تنها نارنجک باقی مانده را آماده و منتظر می‌ماند تا نیروهای آذربایجانی به وی نزدیک شوند در این لحظه وی ضامن نارنجک را کشیده و میان پاهای خود قرار داده و دست‌های خود را به قصد تسلیم بالا می‌برد سربازان آذربایجانی که تعداد آنان ۳ نفر بوده به وی نزدیک شده و وی در زمان دستگیری و هنگام برخاستن ضامن نارنجک خود را کشید و سربازان آذربایجانی را به همراه خود منفجر کرد.
این اقدام شجاعانه روبرت آباجیان باعث می‌شود تا جلوی پیشروی نیروهای آذربایجانی گرفته شده و نیروهای کمکی ارمنی به منطقه رسیده و مانع از پیشروی نیروهای آذربایجانی شوند.